# Melilla
Ne doit pas être confondu avec Mellilä, une ancienne municipalité finlandaise, et Mellila, une commune marocaine.
Pour les articles homonymes, voir Melilla (homonymie).
Melilla (en berbère: Mlilt ou encore en rifain Mritč ou Mrirt « lieu de rencontre »; en arabe marocain: مليلية, Mlilya) est une ville autonome espagnole située sur la côte nord de l'Afrique dans le Rif, en bordure de la mer d'Alboran et en face de la péninsule Ibérique.
Elle appartient à la région géographique du Rif, en périphérie de l'agglomération de Nador, et forme une exclave au nord de l'Afrique, avec Ceuta et d'autres exclaves (Plazas de soberanía).
Administrée en tant que partie de la province de Malaga avant le 14 mars 1995, elle détient depuis le statut d'une ville autonome, assez proche de celui d'une communauté autonome espagnole. La ville de Melilla est revendiquée par le Maroc, considérée par ce dernier comme étant occupée. Pourtant, la majorité de sa population est attachée à rester espagnole. Plusieurs sondages comme celui du Centre de recherches sociologiques montrent que les habitants Rifains de Melilla ont un sentiment patriotique en faveur de l'entité autonome de Melilla et de l'état espagnol très élevé.
C’est un port franc depuis la fin du XIXe siècle; la ville a perdu toutes ses industries après 1956 et c'est au XXIe siècle surtout une place commerciale. Le commerce transfrontalier (légal ou de contrebande) constitue une autre source importante de revenus. Le secteur tertiaire représente sa principale activité économique (secteur bancaire, transports, administrations locales ou nationales). Les estimations de 2015 chiffrent sa population à 85 584 habitants.

## Géographie

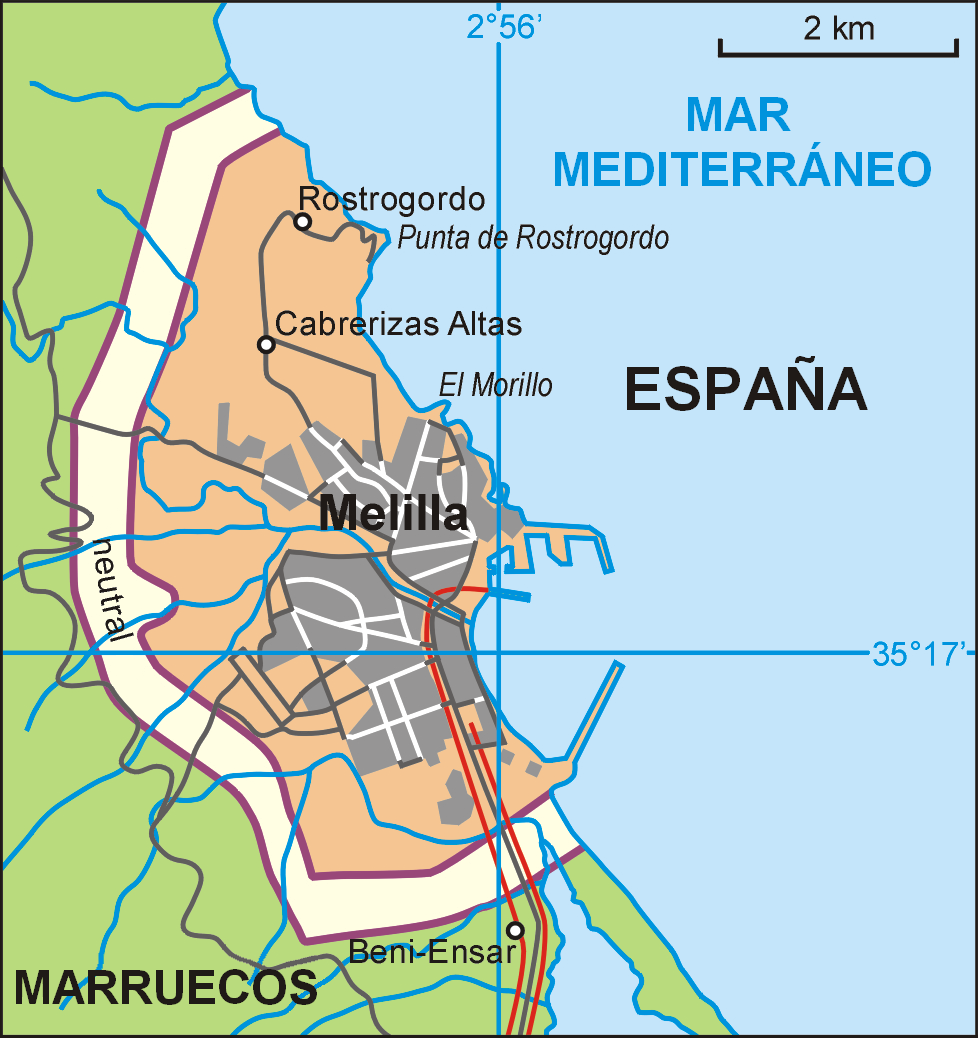
Carte de la ville autonome de Melilla.

L’exclave espagnole de Melilla est établie sur la côte méditerranéenne du Maghreb sur la partie orientale et la plus méridionale du cap des Trois Fourches au Maroc. Cette région est située sur la partie la plus orientale du Rif Marocain. La ville occupe le centre du golfe du Gourougou, du nom du volcan qui le domine.
Le climat est de type méditerranéen méridional avec de fortes précipitations en décembre et janvier, périodes où les températures nocturnes sont inférieures à 10 °C. Les températures de juillet peuvent atteindre 40 °C. L’été est très sec.
Melilla est située à 574 km de Madrid, 208 km de Malaga et 383 km de Rabat.

### Climat
| Mois                                  | jan.      | fév.      | mars      | avril     | mai      | juin      | jui.      | août      | sep.      | oct.     | nov.    | déc.      | année     |
| ------------------------------------- | --------- | --------- | --------- | --------- | -------- | --------- | --------- | --------- | --------- | -------- | ------- | --------- | --------- |
| Température minimale moyenne (°C)     | 9,9       | 10,6      | 11,9      | 13,2      | 15,7     | 19        | 21,7      | 22,4      | 20,5      | 17,2     | 13,7    | 11,2      | 15,6      |
| Température moyenne (°C)              | 13,3      | 13,8      | 15,2      | 16,6      | 19,1     | 22,4      | 25,3      | 25,9      | 23,8      | 20,4     | 17      | 14,6      | 18,9      |
| Température maximale moyenne (°C)     | 16,7      | 17        | 18,5      | 20,1      | 22,5     | 25,8      | 28,9      | 29,4      | 27,1      | 23,7     | 20,3    | 17,8      | 22,3      |
| Record de froid (°C) date du record   | 0,4 2005  | 2,8 1996  | 3,4 1993  | 6 1975    | 9,4 1975 | 12,4 1971 | 16 1977   | 14,6 1977 | 13,6 1979 | 9,4 2018 | 5 1991  | 3,9 2014  | 0,4 2005  |
| Record de chaleur (°C) date du record | 25,6 1996 | 34,2 2010 | 29,6 1981 | 30,6 2002 | 33 2005  | 37 1983   | 41,8 1994 | 39,9 2020 | 36 2005   | 35 1971  | 34 2020 | 30,6 1989 | 41,8 1994 |
| Ensoleillement (h)                    | 184       | 170       | 192       | 220       | 258      | 279       | 289       | 268       | 210       | 194      | 176     | 168       | 2 607     |
| Précipitations (mm)                   | 58        | 57        | 44        | 36        | 20       | 7         | 1         | 4         | 16        | 40       | 57      | 50        | 391       |
| Nombre de jours avec précipitations   | 6,3       | 5,5       | 4,6       | 4,6       | 2,8      | 0,7       | 0,3       | 0,8       | 2,2       | 3,9      | 5,8     | 5,7       | 43,7      |
| Humidité relative (%)                 | 72        | 74        | 73        | 69        | 67       | 67        | 66        | 69        | 72        | 75       | 74      | 73        | 71        |
| Nombre de jours d'orage               | 1,4       | 1,4       | 1,1       | 1,1       | 0,9      | 1         | 0,8       | 1,1       | 1,6       | 1,2      | 1,3     | 0,9       | 13,5      |

| Diagramme climatique                                  |          |            |            |            |         |           |           |            |            |            |            |
| J                                                     | F        | M          | A          | M          | J       | J         | A         | S          | O          | N          | D          |
| 16,79,958                                             | 1710,657 | 18,511,944 | 20,113,236 | 22,515,720 | 25,8197 | 28,921,71 | 29,422,44 | 27,120,516 | 23,717,240 | 20,313,757 | 17,811,250 |
| Moyennes : • Temp. maxi et mini °C • Précipitation mm |          |            |            |            |         |           |           |            |            |            |            |

## Histoire

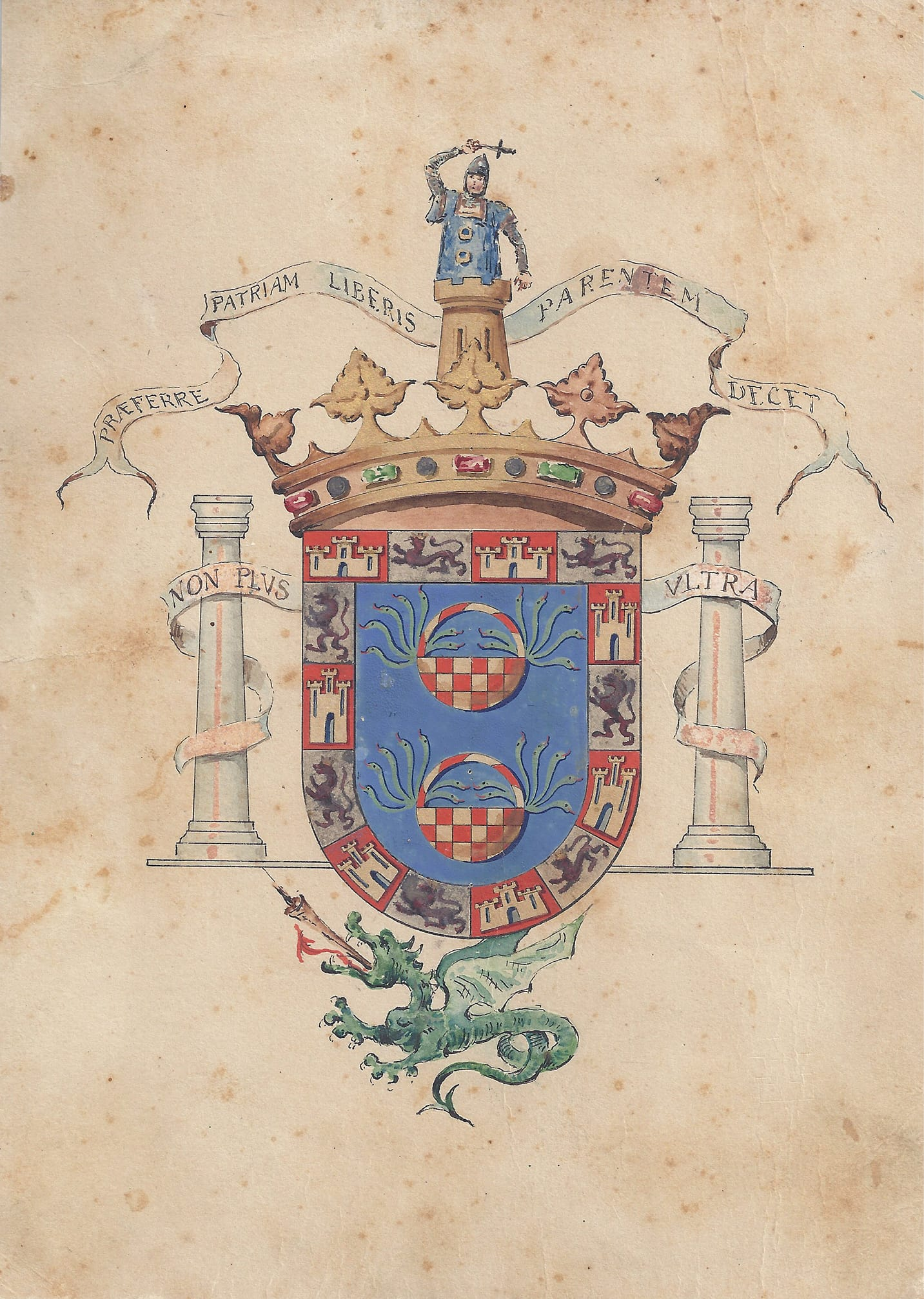
Armes de la ville en 1913.

Cette exclave a pour origine un site fortifié sur un promontoire rocheux séparant deux types de côtes. Au nord, d’impressionnantes falaises basaltiques, au sud, une côte basse régularisée par l’action maritime qui se poursuit, en territoire marocain par une vaste lagune dénommée Mar Chica (« Petite Mer ») où est établie la ville de Nador.
Le site fortifié a pour origine un établissement phénicien (l’antique Russadir), occupé ensuite par le royaume de Numidie et la Maurétanie ensuite par la République romaine, l'Empire romain et l'Empire byzantin.
Vers la fin du VIIe siècle, la ville est conquise par le califat islamique omeyyade.
En 927, la ville est rattachée à l’émirat de Cordoue, temporairement. Puis, la ville est de nouveau soumise par les Zirides (vers 979), Almoravides (vers 1079), les Almohades en 1141, ensuite les Mérinides en 1217 et puis les Wattassides (Vers 1465) qui la conservent jusqu'au 24 avril 1494, date ou le caïd du roi de Fès est expulsé par les habitants. Enfin, en janvier 1495, les habitants de la ville expulsent la garnison du sultan Ziyyanide de Tlemcen, peu après les habitants abandonnent la ville à la suite des nombreuses disputes entre le sultan de Tlemcen et celui de Fès,.

Le 17 septembre 1497, la ville est prise par les Espagnols, ce qui marque ainsi le début des expansions espagnoles dans la rive sud de la mer Méditerranée (occupation d’Oran, Bougie, Bône, Bizerte, La Goulette, etc.).

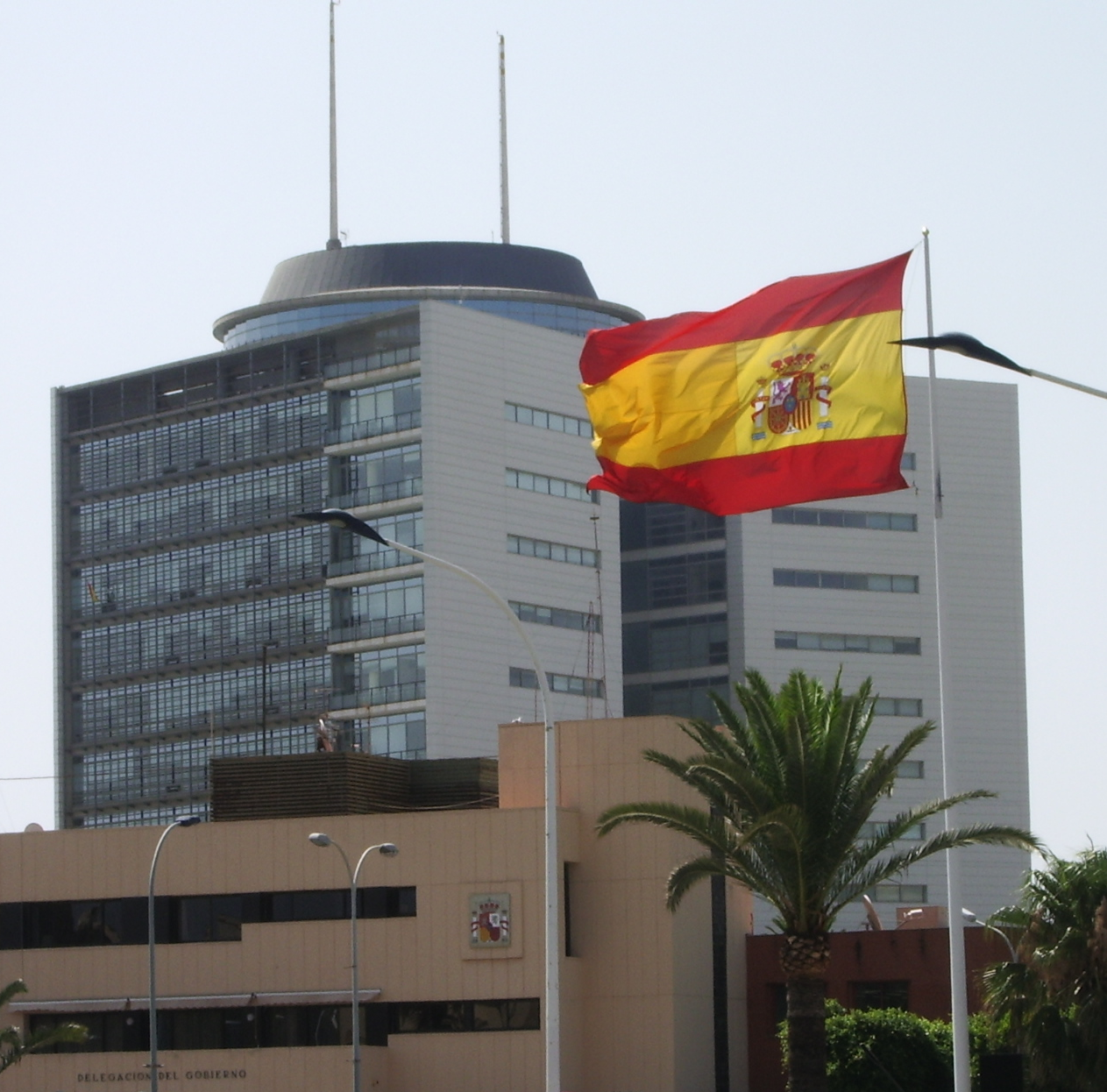
Édifice du Cinquième Centenaire.

 En 1774-1775, alors qu'elle réussit à reprendre El Jadida aux Portugais en 1769, l'armée du sultan marocain alaouite Mohammed ben Abdallah voit ses attaques contre Melilla — mais aussi Ceuta et Al Hoceïma — repoussées par les Espagnols ; un échange de prisonniers est ensuite effectué entre les deux pays (ce qui, à l'époque, représentait une « première » entre le Maroc et des pays européens).
En 1808, l'Espagne, étant confrontée à de graves problèmes de ravitaillement dans sa lutte contre les Français pendant la Guerre d'Espagne, envisage de céder Ceuta, Melilla et les îles espagnoles d'Afrique du Nord au Maroc contre des vivres.

Carte de la zone espagnole au Maroc (1920), avec les portraits de González Tablas, Berenguer et Silvestre.

En 2017, une statue de Francisco Franco – la dernière statue de Franco sur la voie publique en Espagne – est encore en évidence à Melilla. Le 8 novembre 2005, sa statue (inaugurée en 1977 pour commémorer son action en tant que colonel de la Légion après le désastre d'Anoual en 1921), fut déplacée de cinquante mètres pour permettre la réalisation de travaux. Le gouvernement (conservateur) de la cité autonome de Melilla a refusé qu'elle quitte la voie publique et soit transférée au musée militaire comme le réclamait l'opposition locale.
La statue fut finalement retirée en 2021,,.

## Transport
Le graphique qui aurait dû être présenté ici ne peut pas être affiché car il utilise l'ancienne extension Graph, désactivée pour des questions de sécurité. Des indications pour créer un nouveau graphique avec la nouvelle extension Chart sont disponibles ici.

Voir la requête brute et les sources sur Wikidata.

L'aéroport de Melilla est desservi par Air Nostrum, desservant les villes espagnoles de Malaga, Madrid, Barcelone, Las Palmas de Gran Canaria, Palma de Majorque, Grenade, Badajoz, Séville et Almería. En avril 2013, une entreprise locale a créé Melilla Airlines, assurant des vols entre la ville et Malaga. La ville est reliée à Málaga, Almería et Motril par ferry.
Trois routes relient Melilla et le Maroc mais nécessitent un dédouanement aux points de contrôle frontaliers.

## Les frontières de Melilla

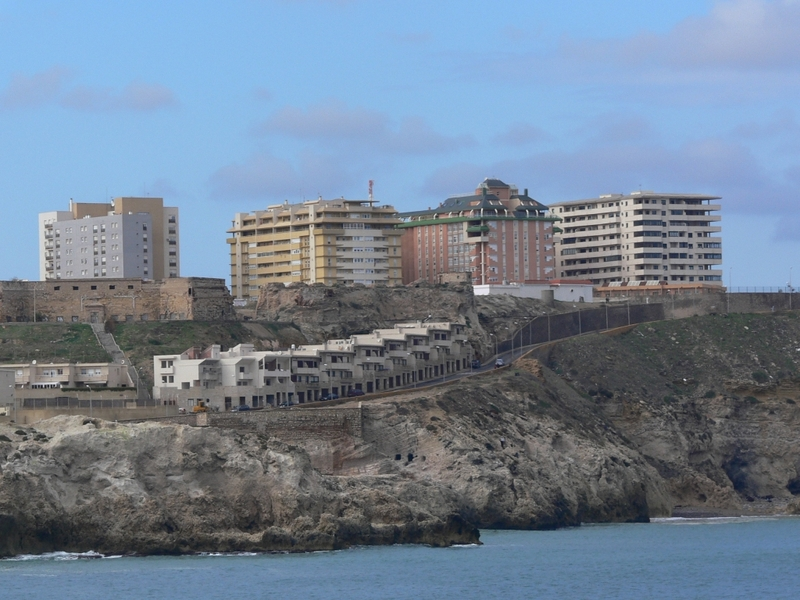
Édifices près de la côte de Melilla.

En 2009, la ville de Melilla est limitée par une frontière en forme de demi-cercle matérialisée par un double système de grillages ponctué de miradors, l’ensemble a été financé par l'Union européenne. Le tout est sévèrement contrôlé par la garde civile espagnole qui dispose d’un système électronique de détection. Cette frontière est percée de trois points de passage vers le Maroc pour les véhicules et les piétons.
Cette frontière marquée par un rideau de fer trouve pour justifications les tentatives permanentes de passages clandestins de populations d'Afrique, espérant atteindre l'Union européenne, et l'introduction de produits dérivés du cannabis et, depuis une période récente, la cocaïne sud-américaine transitant par les grands ports marocains dont Casablanca en particulier.
Cette frontière est cependant difficile à contrôler en raison d’un accord hispano-marocain datant du Protectorat espagnol de 1912 sur le Rif et qui autorise les habitants de la province de Nador à la franchir en présentant seulement leur passeport sans visa. Inversement, les habitants de Melilla peuvent se rendre dans cette même zone aux mêmes conditions (leur carte d'identité établie à Melilla). Cet accord de réciprocité oblige la police de l’air et des frontières espagnole à procéder à un contrôle systématique d'identité à la gare maritime ou à l’Aéroport de Melilla pour tous les passagers quelle que soit leur nationalité, s’ils veulent regagner l'Espagne. Néanmoins, Cet accord n’est plus d’actualité depuis la crise du Covid-19
La ville est donc isolée, bien qu’elle fasse partie de la circonscription autonomique de Malaga et qu’elle soit reliée par trois mouvements maritimes quotidiens vers Malaga et Almeria ainsi que par une dizaine de vols, eux aussi quotidiens, vers certaines villes de la Péninsule ibérique (Madrid, Grenade, Almería, Valence, Séville, Barcelone et surtout Malaga).

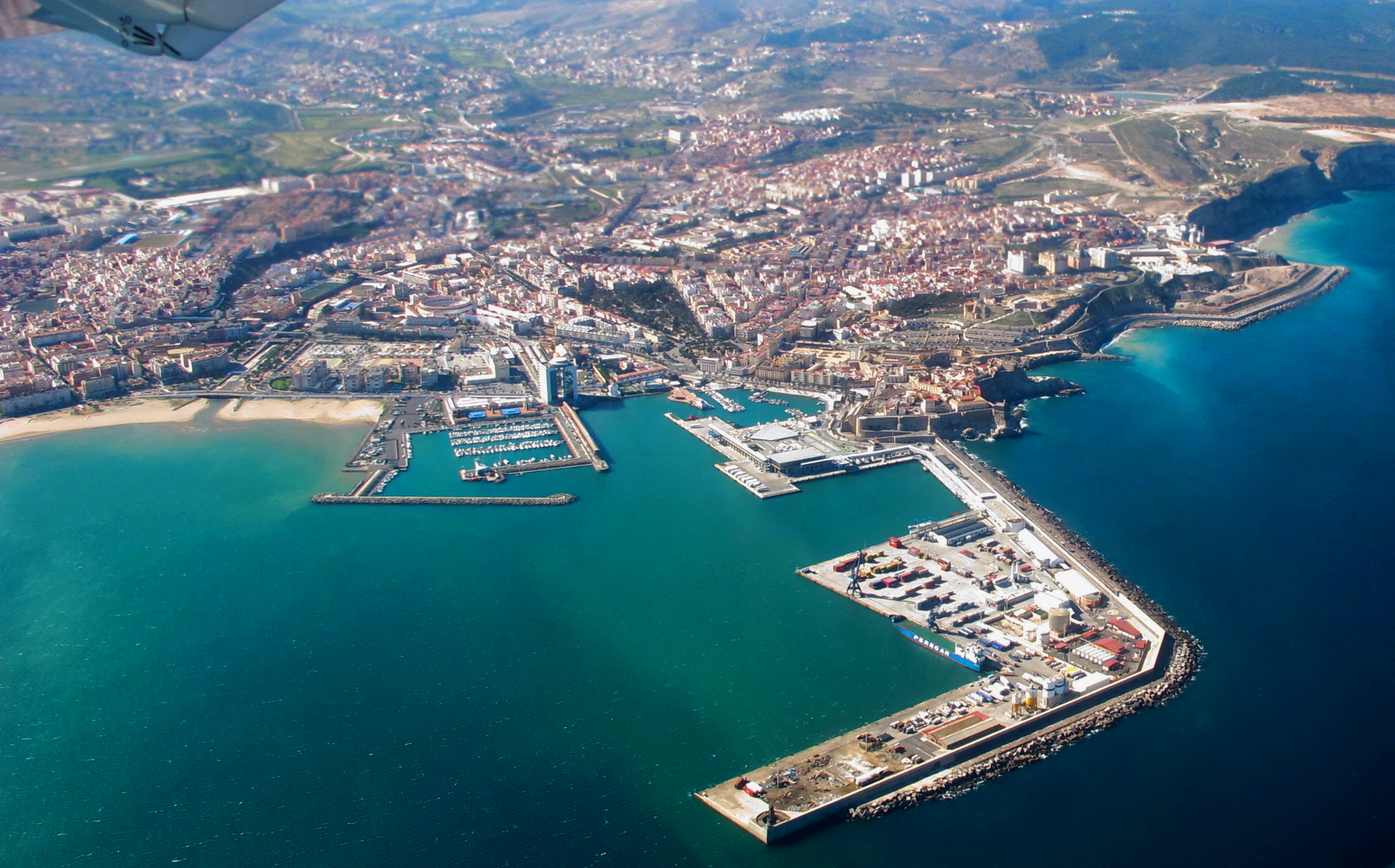
Vue aérienne de Melilla.

Depuis quelques années, et avec la montée en puissance des villes marocaines de l'Oriental et l'amélioration de la situation économique du nord du Maroc (la Route nationale 16, le port de Tanger Med et de Mediterrania Saïdia), Melilla a perdu de son attrait commercial d'autant plus que les tarifs douaniers côté marocain ont fortement chuté, ce qui a entrainé l'alignement des prix des produits sur ceux de Melilla qui sont sans taxe.
La ville rifaine de Nador (environ 300 000 habitants selon des statistiques marocaines, voire plus de 500 000), jointive de Melilla, avec ses structures économiques, ne peut que sous-traiter les activités économiques du tertiaire de l’exclave espagnole. Ce rôle de Melilla était dominant et était donc fort différent de celui de son homologue espagnol de l’ouest, Ceuta. Le nord-ouest rifain dispose en effet d’une véritable capitale économique régionale qui lui est propre et qui n’est autre que Tanger ; Ceuta demeure donc un centre secondaire bien que davantage connu que Melilla.

## Économie

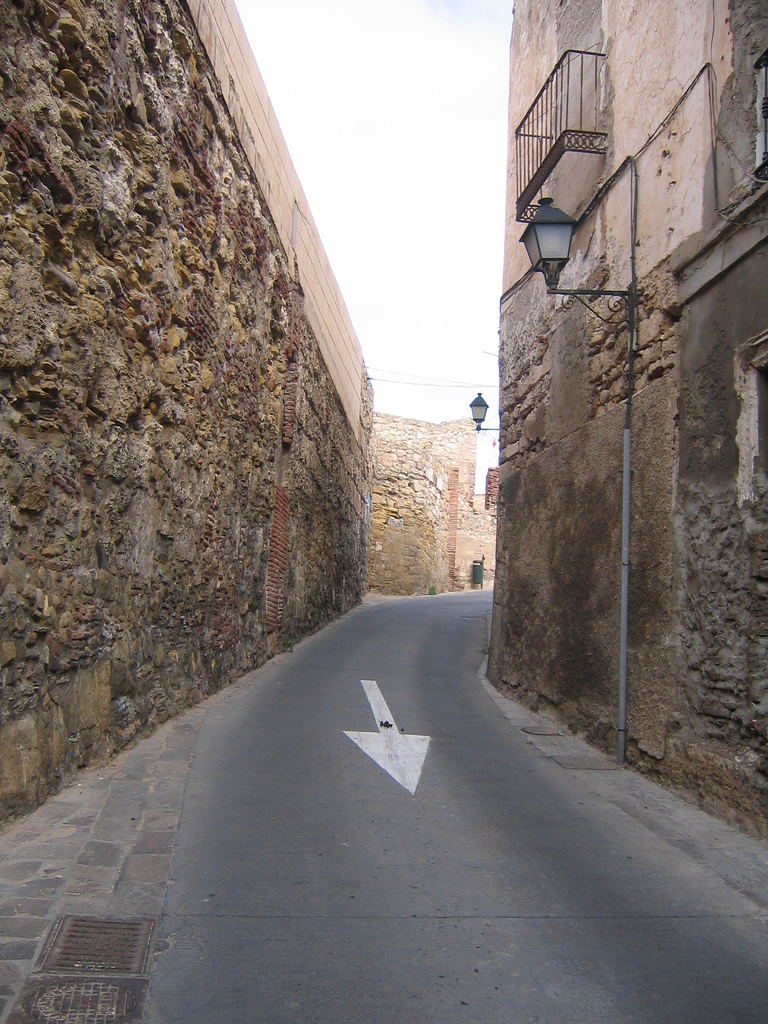
Une rue dans la partie antique de la ville.

Depuis l’indépendance du Maroc en 1956, Melilla n’a plus accès aux mines de fer du Rif qui en faisaient une importante ville ouvrière liée à la sidérurgie au point qu’elle portait le surnom de « la Bilbao du Sud ». Ces mines ont d’ailleurs été fermées peu après leur nationalisation par l’État marocain. Conservant son rôle de grande ville de garnison espagnole, Melilla a converti ses anciens quartiers industriels dans les années 1960 et 1970 en quartiers balnéaires formant un front de mer résidentiel dense sur la plage.
Économiquement, la ville est censée vivre du secteur tertiaire où l’on note la curieuse absence d’une importante activité touristique de masse à laquelle on s’attendrait ici ; le tourisme existant n’étant que de transit se dirigeant vers le Maroc ou en sortant. De loin, c’est le secteur public qui sert ici de locomotive économique (masse salariale des fonctionnaires et assimilés, des administrations centrales et locales où dominent la défense nationale, l'éducation, le médico-social et les administrations publiques). Le secteur commercial, les transports et le secteur bancaire dominent le secteur privé. En fait, Melilla vit sous perfusion de lignes budgétaires issues de Madrid et de Bruxelles (Commission européenne) et cette situation fait largement penser à celle qui existe dans les territoires et départements français d’outre-mer[non neutre].
Melilla semble donc vivre très au-dessus de ses moyens réels[non neutre] (les équipements publics sont par exemple impressionnants dans ce cadre très particulier) mais elle paraît compléter ses revenus par les dividendes de son statut de port franc et une étonnante frénésie de constructions immobilières ouvertement spéculatives dont les origines financières sont parfois obscures.

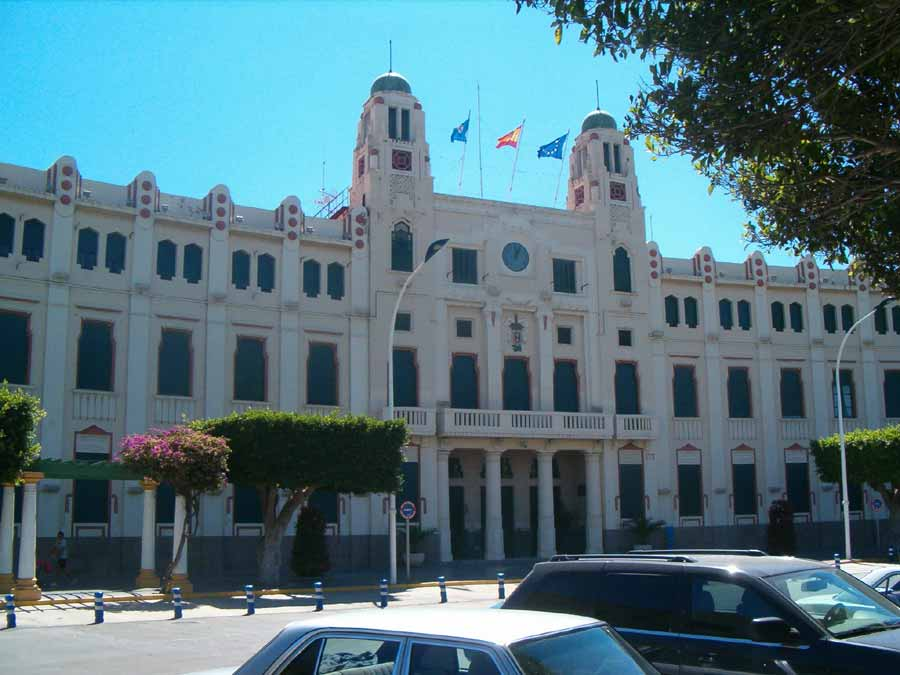
L'assemblée de Melilla, située sur la place de l'Espagne.

Depuis le début des années 2000, la ville souffre de la concurrence de plus en plus accrue de sa voisine, Nador. L'aéroport de Nador dépasse désormais celui de Melilla. Par ailleurs, un nouveau port, Nador West Med, est en cours de réalisation. Ce port fera de Nador, un important pôle portuaire sur la côte marocaine.
Jusqu'à l'année 2020, chaque jour, entre 3 000 et 5 000 personnes — majoritairement des femmes, dont beaucoup sont analphabètes —  transportaient sur leur dos des paquets de dizaines de kilos contenant des marchandises de contrebande, qu'elles faisaient passer entre Melilla et le Maroc. Elles essayaient de traverser la frontière autant de fois que possible dans une même matinée pour gagner en fin de journée l’équivalent de quelques dizaines d’euros. Le métier était considéré comme des plus pénibles. En 2018, deux d’entre elles sont mortes en traversant la frontière et 84 ont été blessées d’après le rapport parlementaire marocain, un chiffre qui sous-estime la réalité selon des ONG espagnoles. Deux plus tard, en mars 2020, profitant de la crise sanitaire, cette pratique a été totalement abolie depuis.
Melilla aurait exporté chaque année pour 450 millions d’euros de marchandises au Maroc. En août 2018, les autorités marocaines ferment la douane commerciale de Melilla par où passaient des exportations légales — 47 millions d’euros en 2017 — vers le Maroc.

## Politique et administration

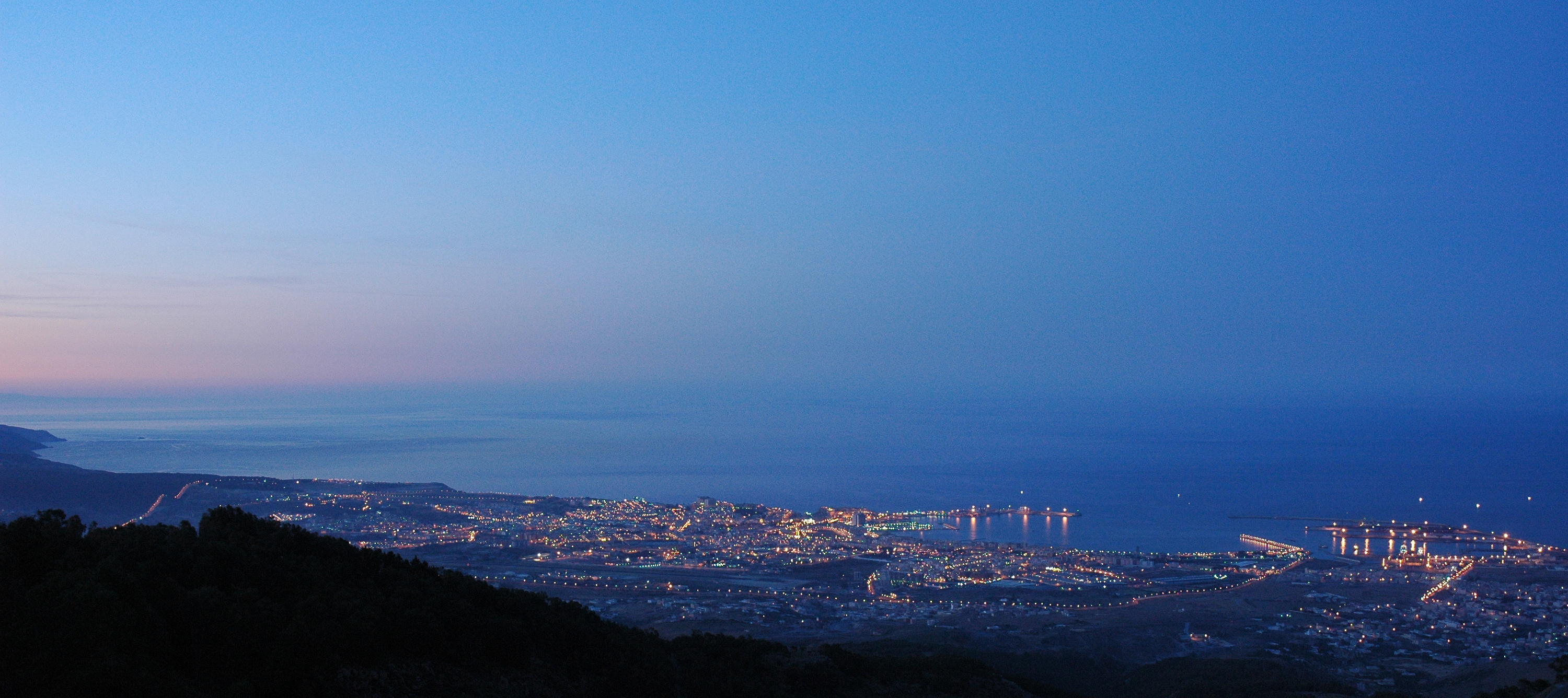
Vue générale à la tombée de la nuit

La Constitution de 1978 autorise Melilla à se constituer en une communauté autonome. Entre 1979 et 1991, Melilla n'a pas eu recours à cette disposition et constitue une commune de la province de Malaga. En 1995, les Cortes Generales adoptent la loi organique accordant à Melilla le statut de ville autonome (en espagnol : ciudad autónoma).
La gouvernance décentralisée de la ville repose sur deux organes : 
- l'Assemblée, constituée de 25 membres élus pour quatre ans et qui exerce le « pouvoir normatif » ;
- le président, qui préside le conseil de gouvernement, l'Assemblée et exerce le rôle de maire.

Melilla ne constitue donc pas une communauté autonome, à l'image de l'Andalousie, mais bénéficie d'institutions spécifiques, hybrides entre celles d'une ville et celles d'une autonomie.
Partie intégrante de l'Union européenne, Melilla n’y est cependant pas incluse dans son espace fiscal, échappant ainsi à toute TVA sur les prix à la consommation des marchandises et des services. Depuis 1863, c’est tout le territoire de l’exclave qui est un port franc alors qu’autrefois, il se limitait au rocher supportant la citadelle et à ses quais.

## Population

### Démographie
La population s'élève en 2015 à 85 584 habitants selon les chiffres de l'Institut de la statistique espagnole. En 1896, on ne dénombre que 93 habitants de confession musulmane. Ce chiffre est de 6 200 en 1950 et de 12 900 en 1970. La population musulmane est estimée à 30 % de la population en 1975. En 2015, les musulmans représentent environ la moitié de la population totale.

### Sociologie

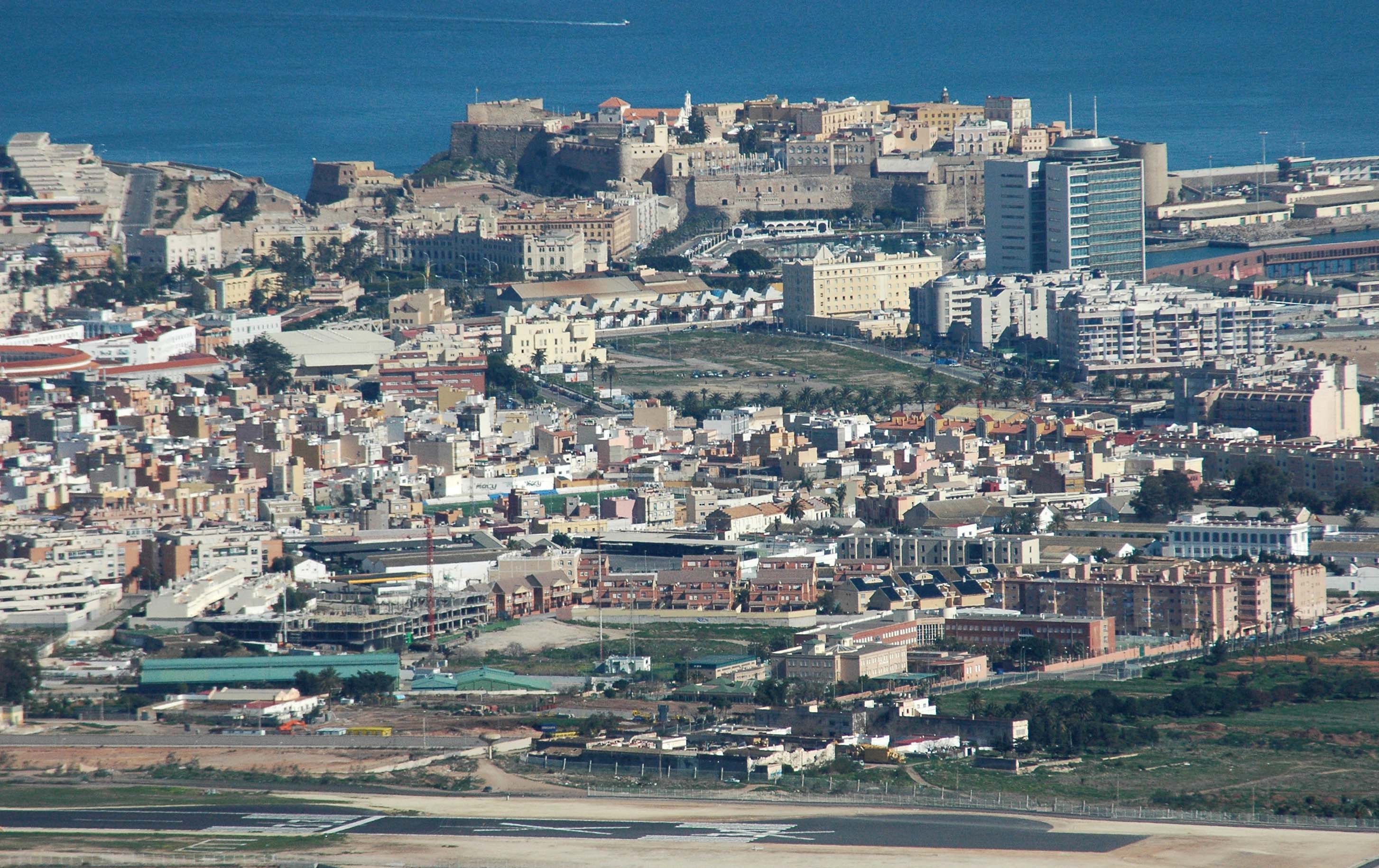
Vue depuis le massif du Gourougou.

La population est une constellation de communautés très différenciées qui se mélangent peu.
Le groupe le plus important (environ 50 % de la population) est constitué d’éléments d’origine ibérique et de confession catholique, lui-même subdivisé en un élément dominant d’origine andalouse et d’un élément secondaire d’origine catalane. Dans ces deux groupes, l’influence de l’Église catholique est en chute vertigineuse depuis la fin de l’ère franquiste.
Cet élément ibérique est politiquement actif sur le plan local et reste très marqué par l’épisode franquiste. C’est en effet à Melilla que le soulèvement militaire a débuté en inaugurant la Guerre d'Espagne. La ville a donc été la première victime des bains de sang de la répression nationaliste dès le 17 juillet 1936 (mille fusillés, cinq mille prisonniers et autant d’incarcérés dans les camps de concentration selon les dernières recherches universitaires).
Toujours marquée par ces répressions opérées par des troupes marocaines de l’armée coloniale espagnole (les Regulares et la Légion), cette population est restée méfiante vis-à-vis des musulmans, au point de manifester dans certains de ses secteurs une indéniable xénophobie, bien que publiquement non reconnue.
L’élément berbère (de nationalité espagnole) constitue numériquement le second groupe. Il occupe une place notable dans le petit commerce et certains secteurs des professions libérales. Seuls les éléments les plus anciens et les mieux intégrés participent à la vie politique locale. Cependant, l’immense majorité musulmane de nationalité espagnole, socialement défavorisée, semble politiquement très passive, simplement satisfaite de la protection de son statut économique protégé que lui confère sa nationalité.
Les Berbères de nationalité marocaine qui résident en grand nombre à Melilla constituent un groupe qui, historiquement, avait combattu la présence espagnole avant de subir les terribles répressions des « années de plomb » sous Hassan II. De plus, trente mille Marocains franchissent légalement la frontière tous les jours (achats hors taxe, travail légal ou « au noir », commerce plus ou moins licite, etc.) en vertu d’un accord ancien entre l’Espagne et le Maroc.
La ville comporte encore une influente communauté juive sépharade, reliquat de celle qui avait été expulsée en 1492, très bien intégrée, socialement, économiquement comme politiquement très présente. Outre la langue locale, elle parle la hakitia, variante du ladino, incorporant des mots arabes. Dans le cadre espagnol, cette communauté constitue une particularité remarquable.
Enfin, il existe une petite communauté hindoue originaire de Gibraltar et de Ceuta.
Les autres étrangers sont officiellement quelques centaines (Français, Belges, Néerlandais, Allemands, Chinois, Britanniques et Canadiens) ; ce sont généralement des commerçants, des universitaires détachés à l’antenne d’enseignement supérieur de Melilla qui dépend de l’université de Grenade, sinon des retraités. Ils sont peu visibles et sans aucune influence sur la vie politique locale. Seule la France entretient une simple antenne consulaire bien peu active, visiblement très volontairement de la part du Ministère des Affaires étrangères, et qui relève de son consulat général à Séville.

### Une porte de l'Europe pour les vagues migratoires
Melilla et Ceuta sont les seules frontières terrestres de l’Union européenne sur le continent africain et font régulièrement l’objet de tentatives d’entrée de la part de migrants cherchant à rejoindre l’Europe.
Il existe une pression très importante de la part des émigrants africains qui veulent entrer à Melilla, qui fait partie du territoire de l'Union européenne. La frontière est sécurisée par une double clôture de 6 mètres de haut. Cependant, des émigrants parviennent à la traverser illégalement. Le 28 septembre 2005, plus de 800 clandestins prennent d'assaut cette clôture, et une centaine d'entre eux parvient à pénétrer sur le territoire espagnol. Cette vague migratoire s'est ensuite reportée sur les îles Canaries.
En juin 2022, 2 000 migrants d'origine africaine tentent d'entrer à Melilla depuis le territoire marocain. Vingt-trois migrants sont morts « dans des bousculades et en chutant de la clôture de fer qui sépare Melilla » au cours d'un assaut décrit comme violent.
En décembre 2022, la clôture est franchie pour la première fois en parapente vers Melilla,.

## Édifices

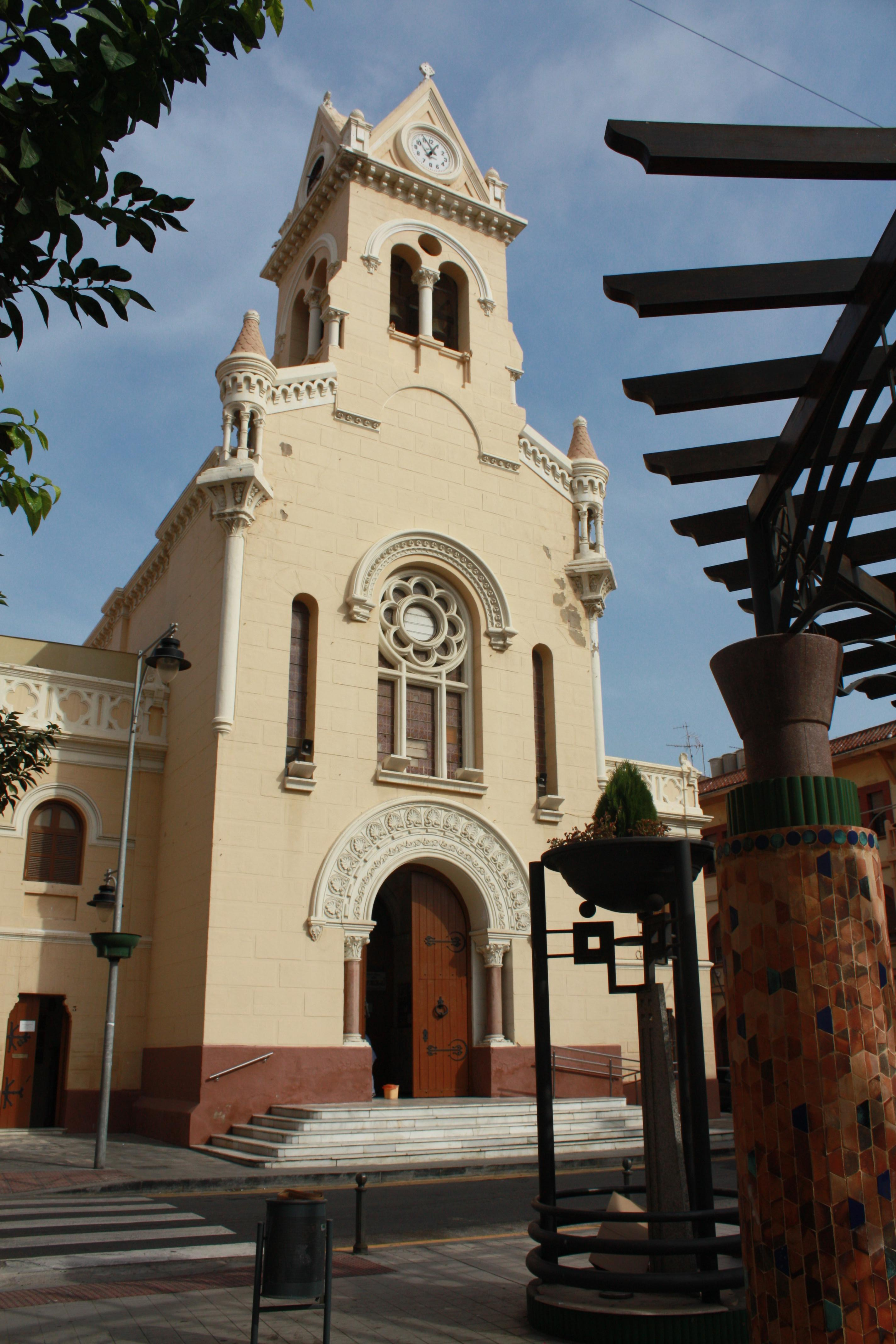
Église du Sacré-Cœur.

### Églises
- Chapelle Saint-Jacques, d'architecture gothique ;
- Église du Sacré-Cœur (Sagrado Corazón). Cette église possède un orgue assez exceptionnel, représentant sans doute l'instrument le plus important d'Afrique du Nord qui soit en état de marche (construit par le facteur d'orgue grenadin Pedro Ghis en 1925, puis relevé et augmenté au début de ce siècle par le facteur Acitores de Torquemada, province de Palencia) ;
- Église de l'Immaculée Conception (Purísima Concepción), la plus ancienne et érigée au XVIe siècle.

Ces églises catholiques dépendent du diocèse de Malaga qui, lui-même, relève de la province ecclésiastique de Grenade.

### Mosquée
- Mosquée centrale construite par l'architecte originaire de Barcelone Enrique Nieto au début du XXe siècle.

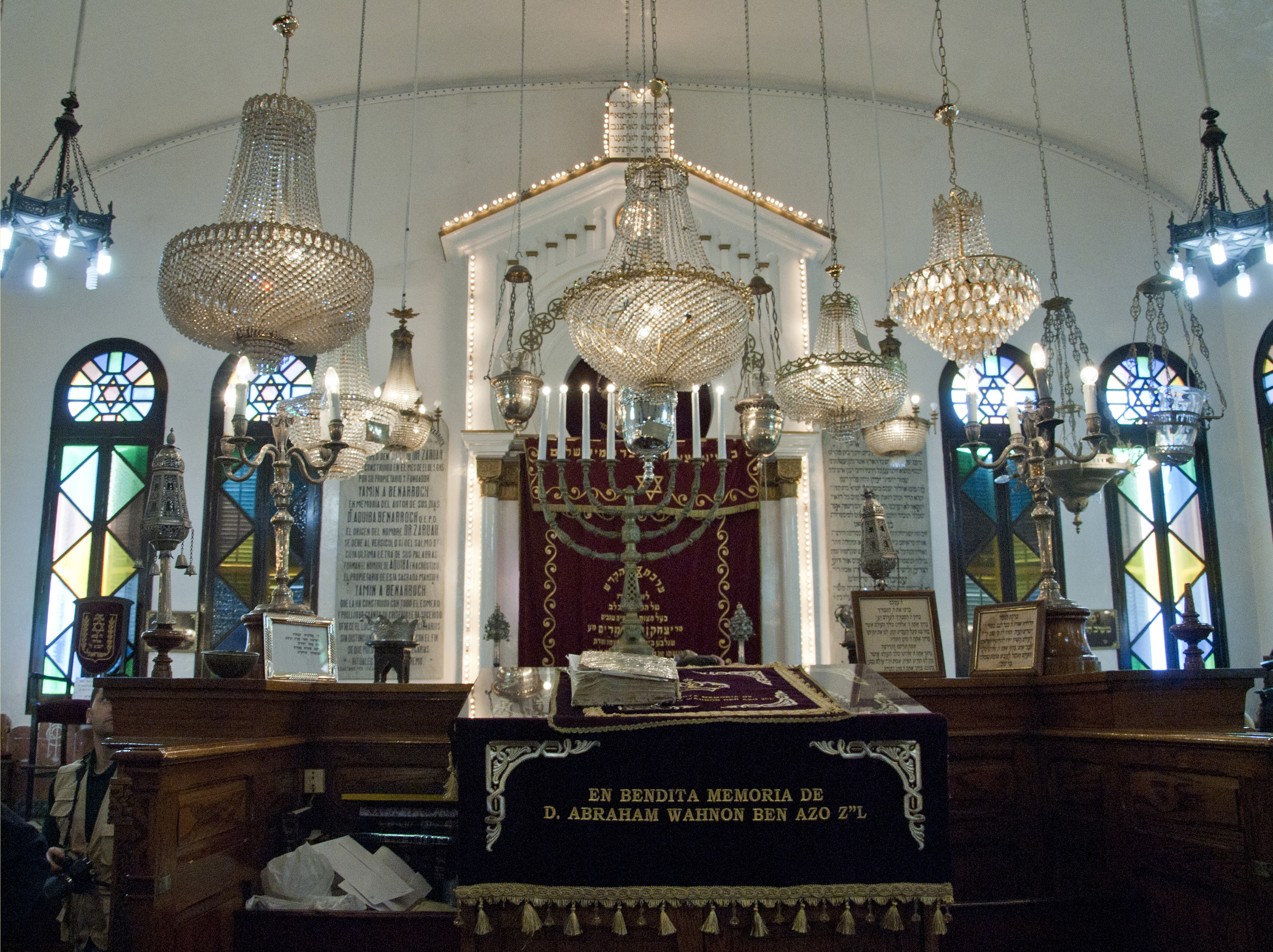
Synagogue Or Zaruah à Melilla

### Synagogue
- Synagogue Or Zaruah construite, elle aussi, par Enrique Nieto au début du XXe siècle.

### Architecture civile
- La ville compte un important patrimoine architectural Art nouveau et Art déco. Ces constructions se concentrent essentiellement en centre-ville. Melilla fait partie depuis 2012 du Réseau Art Nouveau établi à Bruxelles pour être, après Barcelone, la ville espagnole possédant le plus riche patrimoine Art nouveau.

### Phare
- Le Phare de Melilla

## Relations diplomatiques entre le Maroc et l'Espagne

### Un territoire revendiqué par le Maroc
La ville de Melilla est revendiquée par le royaume du Maroc tout comme Ceuta et las Plazas de soberanía (territoires de souveraineté). Profitant de l'affaiblissement économique et militaire qu'a connu le Maroc au XVe siècle l’Espagne occupa la ville en 1497.
La souveraineté espagnole sur Ceuta et Melilla n'est reconnue ni par l'Union africaine, ni par l'Organisation de la coopération islamique, ni par la Ligue arabe, ni par l'organisation de l'Union du Maghreb arabe, les pays membres de ces quatre organisations considérant que l'Espagne doit décoloniser ces territoires et les restituer au Maroc. De plus, Melilla ne bénéficie pas de la protection de l'OTAN. Cette souveraineté est, à l'opposé, reconnue par les textes d'adhésion de l'Espagne à la Communauté européenne. Les terres espagnoles en Afrique du Nord ne font cependant pas partie des territoires à décoloniser selon la liste officielle de l'ONU.
On note d'autre part que Melilla occupe une place notable dans la littérature ibérique. Elle est associée à la grande production théâtrale classique du XVIIe siècle espagnol depuis la publication en 1634 de La Manganilla de Melilla de Juan Ruiz de Alarcón y Mendoza, un auteur majeur qui a très largement inspiré le théâtre classique français et italien (Molière, Racine, Goldoni). Beaucoup plus tard, la ville marqua le grand dramaturge franco-espagnol Fernando Arrabal, né à Melilla en 1932. Son film ¡Viva la muerte! relatait sa vision d’enfant de Melilla après que son père, un officier républicain, y fut enlevé puis fusillé à Ceuta aux premiers jours du soulèvement franquiste. Sa Lettre au général Franco, relative aux mêmes évènements, a connu un certain retentissement dans toute l’Espagne. Enfin, plus récemment avec Las semanas del jardín. Un círculo de lectores, Juan Goytisolo, un des plus grands noms de la littérature espagnole contemporaine, surprenait la critique, tant espagnole que française, pour son enquête menée par un cercle de lecteurs sur un poète espagnol disparu, républicain et homosexuel, interné dans un asile psychiatrique à Melilla en juillet 1936 à la suite du soulèvement franquiste.

### Rôle de la ville dans les débats diplomatiques
Globalement, la ville joue en fait le rôle d’un guichet et d’un sas de décompression économique entre un espace Schengen réputé riche et un pays en cours de développement économique.
Par ailleurs, les revendications dont fait l’objet l’exclave de Melilla sont agitées de nos jours par deux éléments bien distincts. D’une part, celui de l’appareil d'État marocain qui l’utilise dans ses discrètes négociations relatives à l’ancien Sahara espagnol annexé par Rabat depuis la Marche verte en refusant le projet de référendum proposé par l’ONU. La proposition par l’ONU d’un référendum est en effet soutenue par la diplomatie de Madrid avant que le PSOE ne monte au pouvoir, alors que Paris ne semble guère y tenir pour maintenir au Maroc son influence économique et politique en offrant son soutien au pays. De plus, Madrid et Rabat ont d’importants contentieux sur les droits de pêche de la côte atlantique depuis la fin de l'accord de pêche entre l'Union européenne et le Maroc, propriétaire avec la Mauritanie d'une des zones économiques exclusives (ZEE) les plus poissonneuses du monde, grâce à la remontée d'eau. La renégociation de cet accord était d'importance pour l'Espagne, car elle constitue 80 % de la flotte de pêche européenne, ce qui revient à dire que l'accord UE-Maroc est une affaire plus bilatérale qu'autre chose. Paris joue la carte de Rabat, Madrid reprochant alors à Paris de ne pas faire jouer la solidarité européenne en laissant de fait la place aux Coréens sur les côtes atlantiques. L'Espagne a en effet refusé de transférer ses prises sur les côtes marocaines pour un contrôle de taille (les prises ont diminué de moitié en volume mais aussi en taille des poissons, l'écosystème ne pouvant supporter ce niveau de prises), mais aussi car le Maroc souhaitait que ces prises puissent être transformées sur ses terres pour récupérer la marge de transformation.
Quant au rôle de Washington dans la région, il est récent. Depuis la réélection du président Bush, le département d’État a renforcé ses liens avec Rabat en optant avec Madrid pour une politique déjà appliquée face à la diplomatie française. Le retrait espagnol de la scène irakienne depuis l’arrivée d’un gouvernement socialiste au Palais de la Moncloa en est la cause essentielle. Depuis, le souverain chérifien laisse la presse marocaine affirmer que Washington ne freinerait pas les revendications marocaines sur Ceuta et Melilla.
Washington n’a jusqu’ici jamais démenti ces rumeurs, reprises récemment dans la presse locale de Melilla. D’autre part, et c’est cet aspect qui est sans doute le plus inquiétant, depuis l’émergence d’une forme violente de l’intégrisme islamiste inspirée par le wahhabisme, Melilla est devenue avec Ceuta une revendication djihadiste traitant ces deux villes de « cancers infidèles et chrétiens en terre d’Islam » L’argumentaire utilisé par le wahhabisme n’a rien d’économique, d’historique ou de social, mais politique : il s'agit de lancer des feux partout, rendre inquiets les Occidentaux, et forcer au conflit des civilisations cher à Samuel Huntington. Si la population musulmane à Melilla est traditionnellement modérée et peu sensible à ce type de propagande (elle-même étant définie par le wahhabisme comme « traîtresse à l’islam »), il n’en demeure pas moins vrai qu’elle est travaillée par des groupes belliqueux incontrôlés venus du Maroc, ce que confirment certains incidents dans les mosquées de la ville, où les imams légalistes se font régulièrement physiquement agresser.
À Melilla, l’opinion publique locale, toutes cultures confondues, semble tétanisée face à ces incidents. Quant à la position de Madrid depuis la mise en place d’une démocratie parlementaire, elle est très stable, à quelques variantes près selon la couleur politique en responsabilité, même si ces variantes sont aujourd’hui exagérément grossies par la presse locale, la municipalité et le conseil régional de Melilla (ces instances politiques étant majoritairement PP à l’heure actuelle). La population locale est en outre massivement très attachée à son appartenance à la Communauté européenne que lui confère la tutelle espagnole, et dont elle tire grand bénéfice. Son niveau de vie économique est par exemple exceptionnellement élevé dans le cadre géographique qui est le sien.
Le 6 novembre 2007, lors d’une visite officielle du souverain espagnol Juan Carlos Ier, une nouvelle crise diplomatique hispano-marocaine s’ouvrait. En effet, cette visite est aussitôt critiquée par les autorités marocaines qui considèrent Ceuta, Melilla ainsi que le reste des territoires nord-africains espagnols (plazas de soberania) comme les derniers territoires marocains sous occupation espagnole et sont dénommés par le Maroc les « résidus du colonialisme espagnol ». Cette visite coïncide de plus avec le 32e anniversaire de la marche verte qui symbolise, pour le Maroc, la récupération de ces provinces du sud. Cette visite coïncide aussi avec l’intervention du juge Baltasar Garzón, qui considéra comme recevable une plainte de certains Sahraouis favorables à la thèse indépendantiste du Front Polisario. La visite du souverain espagnol fut suivie de plusieurs manifestations à côté des postes frontaliers de Ceuta et Melilla et dans plusieurs villes marocaines devant l’ambassade et les consulats espagnols, des drapeaux espagnols ont été brûlés et des slogans anti-espagnols ont été scandés par des manifestants. Le rappel en consultation à Rabat de l’ambassadeur marocain à Madrid souligna aussitôt une crise diplomatique entre les deux États. Devant les enjeux des intérêts ainsi ébranlés, le président du gouvernement espagnol, José Luis Rodríguez Zapatero, envoya une lettre au roi Mohammed VI par l’intermédiaire du ministre des Affaires extérieures Miguel Ángel Moratinos ; le contenu de cette lettre n’a pas été divulgué ni par les autorités marocaines ni par leurs homologues espagnoles. Après cet évènement, le Maroc décida immédiatement de renvoyer un diplomate sur ce poste dès les premiers jours de l’année 2008, cette décision fut critiquée par quelques journaux marocains qui demandaient une excuse officielle de la part du gouvernement espagnol et du roi Juan Carlos comme condition indispensable avant le retour de l’ambassadeur marocain à Madrid.

## Jumelage

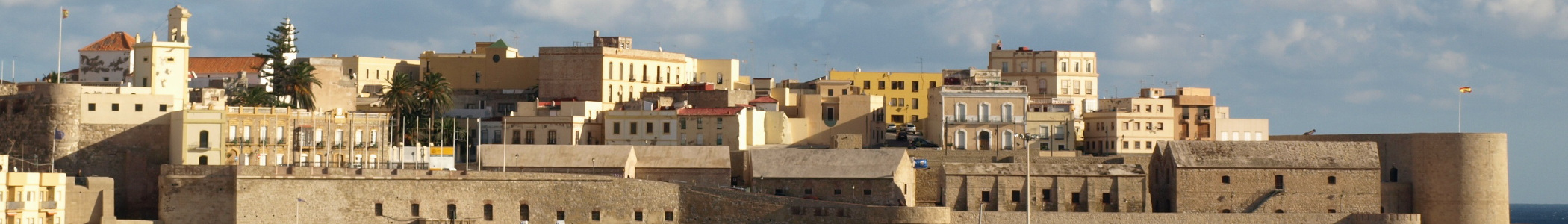
Vue sur la marina devant la première enceinte fortifiée de la ville de Melilla

- Almería (Espagne)
- Motril (Espagne)